# Pterolophia mouhoti
Pterolophia mouhoti är en skalbaggsart som beskrevs av Stefan von Breuning 1973. Pterolophia mouhoti ingår i släktet Pterolophia och familjen långhorningar. Inga underarter finns listade i Catalogue of Life.